# Дів'я Бхарті
Дів'я Бхарті (25 лютого 1974 — 5 квітня 1993) — індійська актриса, яка знімалася переважно у фільмах гінді та телугу. Знаменита своєю акторською багатогранністю та красою, вона вважалася однією з найпопулярніших і високооплачуваних індійських актрис свого часу.
Свою кар'єру у Боллівуді Дів‘я почала в підлітковому віці, коли працювала моделлю. Вона знялася з головною роллю разом з Венкатешем у телугу-мовному романтичному бойовику «Bobbili Raja» (1990), а згодом з'явилася у фінансово невдалому тамільомовному фільмі «Nila Pennae» (1990). У таких фільмах, як «Naa Ille Naa Swargam» (1991) та «Assembly Rowdy» (1991), у неї були другорядні ролі. Дів‘я Бхарті досягла першого комерційного успіху з романтичною комедією «Rowdy Alludu» (1991).
У 1992 році вона перейшла до гіндімовного кінематографу та дебютувала як акторка в бойовику «Vishwatma» (1992). Бойовик 1992 року «Shola Aur Shabnam», який став касовим хітом, став переломним моментом у її кар'єрі. Вона досягла подальшого успіху завдяки головній ролі у романтичному фільмі «Deewana» (1992) з актором Шахрукх Ханом, за що отримала нагороду Filmfare за найкращий жіночий дебют.
Дів‘я Бхарті померла 5 квітня 1993 року (у віці 19 років), випавши з п'ятого поверху своєї квартири в Мумбаї. Обставини її смерті досі залишаються загадковими і стали причиною низки теорій змов. Її смерть шокувала індійську кіноіндустрію та шанувальників по всьому світу. До цього дня, причина її смерті залишається загадковою, хоча були різні теорії та спекуляції про те, що могло статися.
Дів‘я Бхарті за своє коротке життя зуміла стати однією з найбільш обдарованих та популярних акторок в індійському кіно. Її багатогранна акторська гра та краса зробили її легендою, а її смерть — великою втратою для кіноіндустрії.

## Дитинство
Дів'я володіла вільною мовою гінді, англійською та маратхі. У свої ранні роки вона була відома своєю жвавою особистістю та привабливим зовнішнім виглядом. Вона навчалася в школі Манекджі Купер у Джуху, Мумбаї. Дів‘я була жвавою ученицею в школі та закінчила всього 9 класів, перш ніж розпочати кар'єру актриси.

## Особисте життя
Дів‘я Бхарті познайомилася з режисером-продюсером Саджидом Надіадвалою під час роботи на зйомках фільму «Shola Aur Shabnam» через актора Говінду. Вони одружилися 10 травня 1992 року, і повідомляється, що вона прийняла іслам. Щоб не вплинути на її процвітаючу кінокар'єру, шлюб був таємницею.

## Кар'єра
У 1988 році Дів‘я, тоді ще дев'ятикласницею, підписала контракт з режисером Нанду Толані для одного з його фільмів. Спочатку планувалося, що її дебют на екрані здійсниться в «Gunahon Ka Devta» в 1988 році, але її роль було скасовано, і її замінила Сангіта Біджлані. Кірті Кумар (брат Говінди) помітив Дів‘ю у відеотеці та дуже хотів підписати її для свого проєкту «Radha Ka Sangam» з Говіндою. Кумар зустрівся з режисером Діліпом Шанкаром і зумів звільнити Дів‘ю від контракту. Після кількох місяців уроків танців і акторської майстерності, щоб підготуватися до своєї ролі, Дів‘ю було відкинуто та замінено Джухі Чавлою. Було припущення, що власницьке ставлення Кумара до Дів‘ї та її дитячий характер стали причиною її заміни. Кар'єра акторки зупинилася, доки Д. Раманаіду, продюсер фільмів на телугу, не запропонував їй головну роль у фільмі «Bobilli Raja» з його сином Даггубаті Венкатешем. Вона почала зніматися в Андхра-Прадеш для свого дебюту на екрані. Фільм вийшов на екрани влітку 1990 року і став хітом. «Bobbili Raja» залишається одним із найпопулярніших і культових фільмів на телугу.
Пізніше в тому ж році Бхарті знялася в тамільському фільмі «Nila Penna» разом з Анандом. Фільм був невдалим у критиці та фінансах. За касовими зборами Дів‘я посіла  місце поряд із Віджаяшанті, яку багато хто називав Леді Суперзіркою та Леді Амітабх південноіндійського кіно. У 1991 році Дів‘я знімалася в комедійному бойовику «Rowdy Alludu» та драмою «Assembly Rowdy» з акторами Чиранджіві та Моханом Бабу відповідно. Пізніше того ж року Дів‘я Бхарті почала зйомки в романтичному бойовику А. Кодандарамі Редді Dharma Kshetram під керівництвом Sri Rajeev Productions. Де Дів‘я працювала із кіноактором телугу Нандамурі Балакрішною.

### Початок кар'єри в Боллівуді
У той час як Дів‘я Бхарті святкувала свій успіх в Андхра-Прадеш, провідні режисери Боллівуду прагнули підписати з нею контракт для зйомок у фільмах. Першим фільмом Бхарті на гінді став фільм Раджива Рая «Vishwatma» 1992 року. В інтерв'ю Filmfare вона сказала, що їй сподобалася її роль у фільмі, коханої Санні Деола, описавши її як «дуже хорошу роль». Фільм мав середні касові збори, але познайомив актрису з критиками.  Дів‘я стала більш відомою після пісні в цьому ж фільм Saat Samundar. Через тиждень на екрани вийшов наступний фільм Бхарті — романтична драма «Dil Ka Kya Kasoor», в якій вона зіграла разом з Прітхві. Фільм не мав касового успіху, але був визнаний завдяки пісням.
«Я хотіла проявити себе. Але я знову впала на дно. Тепер мені потрібно починати підйом знову. Проте я впевнена, що одного дня я досягну успіху», — сказала Дів'я провалу фільму.
У березні 1992 року на екрани вийшов романтичний бойовик Девіда Дхавана «Shola Aur Shabnam». Він був популярний серед критиків і став касовим хітом в Індії, ставши першим великим хітом Бхарті у фільмах на гінді. Вона досягла подальшого успіху в фільмі «Deewana» Раджа Канвара, який отримав нагороду Filmfare Awards, у якому зіграли ветеран-актор Ріші Капур та новачок Шахрукх Хан. Це був один із найбільших хітів 1992 року. Її виступ у «Deewana» був високо оцінений. Критики повідомляли, що Дів‘я належала до нової ери акторок на гінді, які відійшли від стереотипних персонажів. Дів‘я виграла нагороду Filmfare як Lux New Face of the Year.
Того року у неї було кілька релізів на гінді: бойовик «Jaan Se Pyaara», у якому Бхарті знову знялася разом із Говіндою, романтична драма «Geet» із Авінашем Вадхаваном, бойовик «Dushman Zamaana» разом із Армааном Колі та бойовик «Balwaan», який став дебютом Суніла Шетті. Останній досяг помірного успіху. У жовтні вона з'явилася в романтичній драмі Хеми Маліні «Dil Aashna Hai», яка не показала себе в прокаті. Дів'я зіграла барну танцівницю, яка вирушає на пошуки рідної матері. Роль заслужила оцінку критиків. Дів‘я вирішила зніматися в одному фільмі телугу на рік, щоб не розчаровувати свою аудиторію на Півдні Індії. «Chittemma Mogudu» вийшов на екрани на початку 1993 року, знову зіграли вже популярну пару Дів‘я та Мохан Бабу. В останньому фільмі, який вийшов за її життя, у фільмі «Kshatriya», вона зіграла разом із Санні Деолом, Санджаєм Даттом і Равіною Тандон. Він був випущений 26 березня 1993 року.
Бхарті замінили у фільмах, які вона не завершила, зокрема «Mohra» (зіграла Равіна Тандон), «Kartvya» (зіграла Джухі Чавла), «Vijaypath» (зіграла Табу), «Dilwale» (зіграла Равіна Тандон) і «Andolan» (зіграла Мамта Кулкарні). На момент її смерті вона була більше ніж на половині зйомок фільму «Laadla», і фільм перезняли зі Шрідеві.
Незадовго до своєї смерті вона завершила зйомки для Rang і Shatranj;  вони були показані посмертно 7 липня 1993 року та 17 грудня 1993 року відповідно і досягли успіху. Незважаючи на те, що вона завершила зйомки своїх сцен для обох фільмів, був використаний художник дубляжу, оскільки вона ніколи не дублювала свої фільми. Її неповний фільм на телугу «Tholi Muddhu» був частково завершений актрисою Рамбхою, яка трохи нагадувала Бхарті, і тому використовувалася як її двійник для завершення решти сцен, фільм вийшов у жовтні 1993 року.

## Смерть
Пізно ввечері 5 квітня 1993 року Дів‘я Бхарті випала з балконного вікна своєї квартири на п'ятому поверсі. Коли її гості Ніта Лулла, чоловік Ніти Шям Лулла, покоївка Амріта Кумарі та сусіди зрозуміли, що трапилося, її на швидкій привезли у відділення невідкладної допомоги в лікарні Купер, де вона померла. Їй було 19 років. Офіційною причиною її смерті, яка хоч і оповита таємницею, були важкі травми голови та внутрішня кровотеча. Її кремували 7 квітня 1993 року в крематорії Vile Parle у Бомбеї.